# Notation de Guggenheim
La Notation de Guggenheim est une méthode d'écriture pour tableaux et graphiques, unités adoptée par l’Union internationale de chimie pure et appliquée (IUPAC).
De nombreux journaux scientifiques utilisent la notation de Guggenheim, dans laquelle les unités d’une grandeur sont indiquées après le symbole de la grandeur et séparées par un signe "/" .

## Syntaxe
grandeur / unité désigne la valeur numérique de la grandeur dans l’unité correspondante.
Ainsi par exemple :
M / g.mol−1 désigne la valeur de la masse molaire M exprimée en g.mol−1.